# ده علي (دوراهان)
ده علي (بالفارسية: ده علی) هي قرية تقع في إيران في قسم درواهان الريفي. يقدر عدد سكانها بـ 0 نسمة بحسب إحصاء 2016.